# Governador-geral da Papua-Nova Guiné
O cargo de governador-geral da Papua-Nova Guiné é ocupado pelo representante do monarca da Papua-Nova Guiné, ao qual cabe exercer o poder executivo supremo na Comunidade das Nações. Atualmente o monarca da Papua-Nova Guiné é o Rei Carlos III, e o atual governador-geral é Bob Dadae.

## Lista de governadores-gerais da Papua-Nova Guiné
| Governador-geral | Governador-geral | Governador-geral | Mandato                 | Mandato                 | Monarca   |
| Governador-geral | Governador-geral | Governador-geral | Início                  | Fim                     | Monarca   |
| ---------------- | ---------------- | ---------------- | ----------------------- | ----------------------- | --------- |
| 1                |                  | John Guise       | 16 de setembro de 1975  | 1 de março de 1977      | Isabel II |
| 2                |                  | Tore Lokoloko    | 1 de março de 1977      | 1 de março de 1983      | Isabel II |
| 3                |                  | Kingsford Dibela | 1 de março de 1983      | 1 de março de 1989      | Isabel II |
| 4                |                  | Inácio Quilage   | 1 de março de 1989      | 31 de dezembro de 1989  | Isabel II |
| 5                |                  | Vincent Eri      | 27 de fevereiro de 1990 | 4 de outubro de 1991    | Isabel II |
| 6                |                  | Wiwa Korowi      | 4 de outubro de 1991    | 20 de novembro de 1997  | Isabel II |
| 7                |                  | Silas Atopare    | 20 de novembro de 1997  | 20 de julho de 2004     | Isabel II |
| 8                |                  | Paulias Matane   | 25 de julho de 2004     | 31 de dezembro de 2010  | Isabel II |
| 9                |                  | Michael Ogio     | 25 de fevereiro de 2011 | 18 de fevereiro de 2017 | Isabel II |
| 10               |                  | Theo Dadae       | 28 de fevereiro de 2017 | Presente                | Isabel II |